# کریستین کواناوگه
کریستین کواناوگه (انگلیسی: Christine Cavanaugh؛ زادهٔ ۱۶ اوت ۱۹۶۳- درگذشته ۲۲ دسامبر ۲۰۱۴) یک هنرپیشه آمریکایی بود که سبک سخنوری متمایز داشت و صدای طیف وسیعی از شخصیت‌های کارتونی را فراهم می‌کرد. او صدای اصلی چاکی فینستر در راگرتز و خوک در  بیب را اجرا کرد. 
کاواناگه در سال ۲۰۰۱ از صداپیشگی و به طور کلی از زندگی عمومی کناره‌گیری کرد، اگرچه برخی از رسانه‌ها با مشارکت او تا سال ۲۰۰۳ به انتشار آثار وی ادامه دادند. 

## درگذشت
در ۲۲ دسامبر ۲۰۱۴، کاوانا در خانه اش در شهر سدارسیتی، یوتا به دلایل نامعلومی در سن ۵۱ سالگی درگذشت. او سوزانده شد و خاکسترش در دریاچه نمک یوتا پراکنده شد.